# Шипов, Виталий Валентинович
Вита́лий Валенти́нович Ши́пов (род. 6 октября 1954, Калининград) — первый глава администрации Калининграда (1991—1996), с марта по сентябрь 2010 года заместитель председателя правительства Калининградской области.

## Биография
Родился 6 октября 1954 года в Калининграде в семье сотрудника таможни.
В 1976 году окончил Высшее военно-морское училище радиоэлектроники имени А. С. Попова, служил на Балтийском флоте.
Затем работал в администрации города Калининграда, с марта 1991 года был заместителем председателя Калининградского городского Совета. 24 декабря 1991 года Указом Президента России назначен на должность главы администрации Калининграда.
С 1997 года, проиграв выборы на должность мэра, работал в Москве первым заместителем генерального директора Союза российских городов, ответственным секретарём Совета руководящих органов местного самоуправления.
С 2002 года работал в Правительстве Российской Федерации: до 2005 года в Министерстве экономического развития, затем — в Министерстве регионального развития.
С 2008 года работал в Департаменте государственного управления и местного самоуправления Правительства Российской Федерации, с августа 2008 года — главой Департамента. Уволился в октябре 2009 года.
В январе 2009 года указом президента В. Шипову был присвоен классный чин действительный государственный советник Российской Федерации 1 класса.
Весной 2010 года, после массовых митингов протеста в Калининграде, губернатор Г.Боос пригласил его на новую должность заместителя председателя правительства области по внутренней политике, хотя сам В.Шипов хотел заняться бизнесом. В это же время он был членом экспертного совета Всероссийского Совета местного самоуправления.
После назначения в сентябре 2010 года губернатором Николая Цуканова в состав нового правительства области не включён.
С 2011 года старший вице-президент — директор по внешним связям компании «Автотор».

## Награды
- Орден Почёта (15 марта 2010 года) — за достигнутые трудовые успехи и многолетнюю добросовестную работу[7]
- Благодарность Президента Российской Федерации (12 апреля 2004 года) — за активное участие в законотворческой деятельности[8]
- Медаль «В память 125-летия уголовно-исполнительной системы России»[9]
- Орден Святого благоверного князя Даниила Московского II степени[10]